# Semiothisa postnigra
Semiothisa postnigra là một loài bướm đêm trong họ Geometridae.